# Mycodrosophila esakii
Mycodrosophila esakii är en tvåvingeart som beskrevs av Wheeler och Hajimu Takada 1964. Mycodrosophila esakii ingår i släktet Mycodrosophila och familjen daggflugor. Inga underarter finns listade i Catalogue of Life.